# Xylopia nervosa
Xylopia nervosa är en kirimojaväxtart som först beskrevs av Robert Elias Fries, och fick sitt nu gällande namn av Paulus Johannes Maria Maas. Xylopia nervosa ingår i släktet Xylopia och familjen kirimojaväxter. Inga underarter finns listade i Catalogue of Life.